# USS New Orleans (LPD-18)
USS New Orleans (LPD-18) — десантний транспортний корабель-док, є другим кораблем типу «Сан-Антоніо», призначений для перекидання до 800 морських піхотинців і висадки їх на берег. Також є четвертим кораблем ВМС США, який названий на честь міста Новий Орлеан, штат Луїзіана.

## Будівництво
Контракт на будівництво був виданий компанії Northrop Grumman Ship Systems, Новий Орлеан, штат Луїзіана, 18 грудня 1998 року. Церемонія закладання кіля відбулася 14 жовтня 2002 року. Церемонія хрещення відбулася 20 листопада 2004 року. Хрещеною матір'ю стала Каролін Шелтон, дружина генерала Генрі Х'ю Шелтона, колишнього голови Об'єднаного комітету начальників штабів США (1997—2001). Спущений на воду 11 грудня 2004 року. 26 жовтня 2006 завершив заводські ходові випробування в Мексиканській затоці. Церемонія введення в експлуатацію відбулася 10 березня 2007 року в Новому Орлеані, штат Луїзіана, з відставанням від графіка на два роки. Портом приписки є Сан-Дієго, куди судно прибуло 3 травня 2007 року пройшовши через Панамський канал.

## Служба

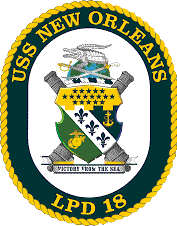
Емблема корабля

9 січня 2009 року залишив порт приписки Сан-Дієго для свого першого розгортання в зоні відповідальності 5-го і 7-го флоту США. 20 березня в Ормузькій протоці зіткнувся з атомним підводним човном USS «Hartford» (SSN 768). В результаті зіткнення було пошкоджено паливний бак, що призвело до розливу близько 25000 галонів дизельного палива. На борту підводного човна 15 осіб отримали поранення. 21 березня обидва корабля прибули в порт Манамі, Бахрейн, для оцінки збитків. 25 квітня прибув в сухий док верфі «ASRY» в Манамі для проведення ремонтних робіт на корпусі. 12 травня знову повернувся в море і відновив морські операції із забезпечення безпеки в зоні відповідальності 5-го флоту США. 8 липня прибув з візитом в Сасебо, Японія. 1 серпня повернувся в порт приписки.
10 червня 2010 року залишив Сан-Дієго для тримісячного розгортання в рамках Southern Partnership Station (SPS), з якого повернувся 2 вересня. 1 жовтня General Dynamics NASSCO отримав контракт на проведення планового капітального ремонту, який було розпочато на початку листопада. В ході ремонту, який тривав 12 тижнів, були усунені проблеми в дизельних двигунах корабля. 4 лютого 2011 корабель покинув сухий док.
4 травня 2011 року залишив військово-морську базу Сан-Дієго для проведення морських випробувань. 14 листопада покинув порт приписки для запланованого розгортання в зоні відповідальності 5-го і 7-го флоту США, з якого повернувся 22 червня 2012 року.
27 вересня 2012 року корабельня в Сан-Дієго компанії BAE Systems отримала контракт вартістю 20 млн доларів США на проведення модернізації, яка повинна бути завершена до квітня 2013 року.
30 квітня 2013 року приступив до проходження підготовки до майбутнього розгортання. 23 серпня залишив порт приписки для розгортання на Близькому Сході, з якого повернувся 25 квітня 2014 року.

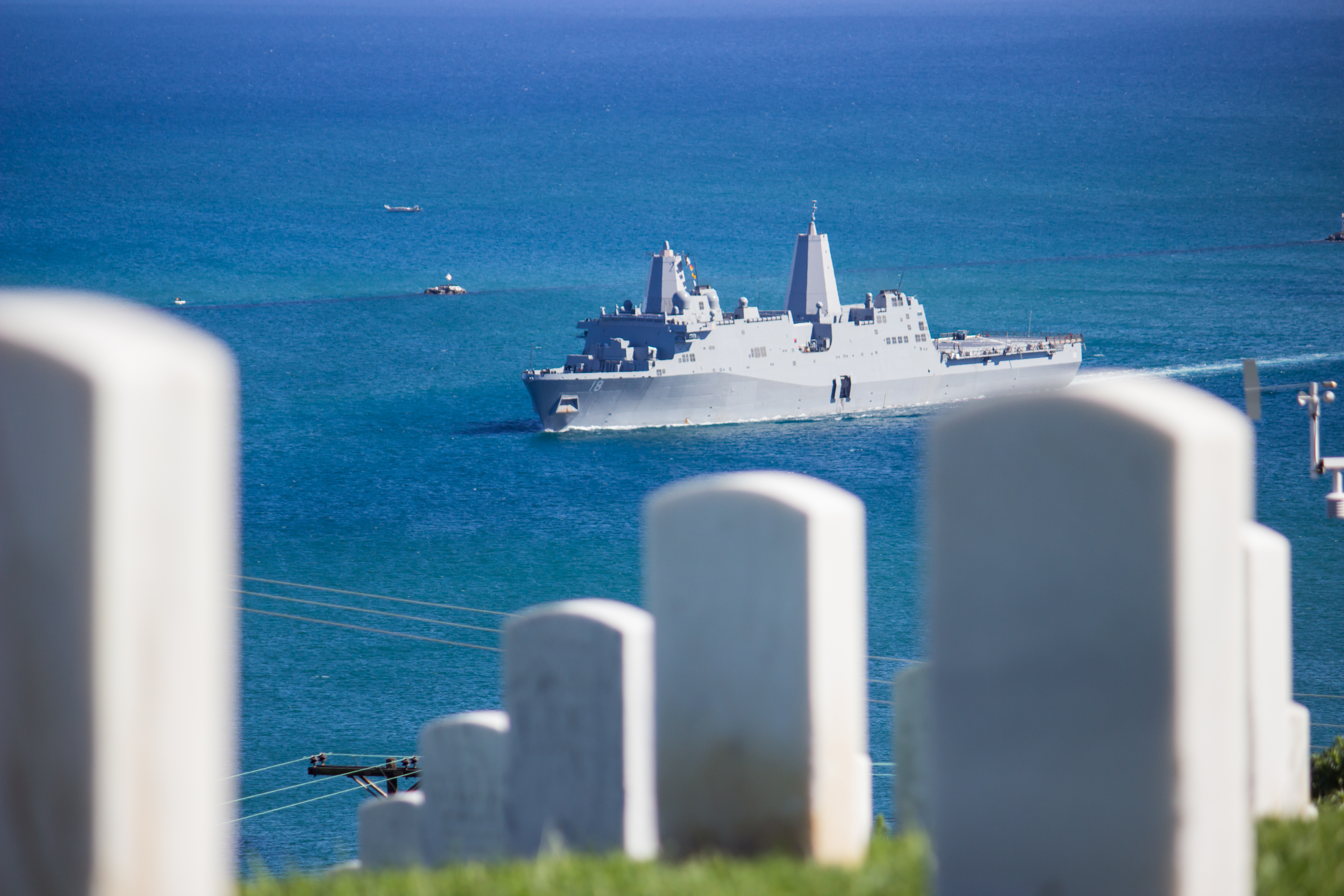
В Сан-Дієго

17 липня 2014 року верф в Сан-Дієго компанії BAE Systems отримала контракт вартістю 15,2 млн доларів США на проведення обмеженого ремонту. 3 грудня повернувся в порт приписки після завершення ремонту.
Протягом 2015 року екіпаж корабля проходив підготовку до майбутнього розгортання.
12 лютого 2016 року залишив порт приписки Сан-Дієго для запланованого розгортання в складі Boxer Amphibious Ready Group в зоні відповідальності 5-го і 7-го флоту США. 25 серпня в складі групи прибув в зону відповідальності 3-го флоту США, повертаючись додому. 12 вересня прибув в Сан-Дієго.
У березні 2019 року взяв участь у військових навчаннях Pacific Blitz 19 (PACBLITZ).
В травні 2020 року разом з універсальним десантно-транспортним кораблем America (LHA-6) був направлений до Японії. Як випливає із заяви Командування 7-м флотом ВМС США, два нових корабля замінять есмінець «Стетем» та універсальний десантно-транспортний корабель «Восп». Кораблі базуватимуться на військово-морській базі в Сасебо.